# MacOS Sequoia
MacOS Sequoia (versie 15) is de eenentwintigste editie van Apples besturingssysteem voor Macintosh-computers.
Sequoia werd aangekondigd tijdens de Worldwide Developers Conference (WWDC) op 10 juni 2024 en kwam op 16 september 2024 beschikbaar als gratis update. Het is vernoemd naar Sequoia National Park, een gebied in het zuidelijk deel van de Sierra Nevada.

## Nieuwe functies
Tijdens de presentatie werden in macOS Sequoia de volgende nieuwe functies getoond:
- Synchrone iPhone-weergave, waarmee gebruikers hun iPhone kunnen bedienen vanaf een Mac.[4]
- Verbeteringen in browser Safari voor het sneller laden van webpagina's, een nieuwe Leesweergave, en een functie om afleidende elementen te verbergen.
- Binnen de Notities-app kunnen wiskundige berekeningen worden gedaan en live-transcripties worden getoond tijdens het opnemen van audiogesprekken.
- Teksteffecten binnen de Berichten-app.
- Bij videoconferenties kunnen aangepaste achtergronden worden gebruikt.

Andere toegevoegde functies zijn:
- Vensterverdeling voor het rangschikken van vensters en programma's op het bureaublad.
- Webvideo's worden op de voorgrond geplaatst.
- Een losse Wachtwoorden-app.
- Meer ondersteuning voor gamen op de Mac.
- Ondersteuning voor fiets- en wandelroutes binnen de Kaarten-app.

### Apple Intelligence
De aangekondige AI-functies van Apple Intelligence komen op een later moment beschikbaar in Sequoia en zullen werken op een Mac met een Apple-siliciumprocessor uit de M-serie. Een van de mogelijkheden van Apple Intelligence zal zijn het schrijven en bewerken van teksten met kunstmatige intelligentie.
De AI-functies zullen eerst in het Engels beschikbaar komen en zullen vanwege de Verordening digitale markten voorlopig nog niet binnen de EU beschikbaar zijn.

## Hardwarevereisten
De volgende modellen zijn compatibel met macOS Sequoia:
- iMac (2019 en nieuwer)
- iMac Pro (2017)
- Mac mini (2018 en nieuwer)
- Mac Pro (2019 en nieuwer)
- Mac Studio (2022 en nieuwer)
- MacBook Air (2020 en nieuwer)
- MacBook Pro (2018 en nieuwer)

## Versiegeschiedenis
| Versie | Build  | Datum             | Opmerkingen                                                                              |
| ------ | ------ | ----------------- | ---------------------------------------------------------------------------------------- |
| 15.0   | 24A335 | 16 september 2024 | Eerste publieke versie                                                                   |
| 15.1   | 24B83  | 28 oktober 2024   | Toegevoegde functie Apple Intelligence en beveiligingsupdates.                           |
| 15.2   | 24C101 | 11 december 2024  | Nieuwe functies, opgeloste problemen en beveiligingsupdates                              |
| 15.3   | 24D60  | 27 januari 2025   | Ondersteuning voor Genmoji, verbeteringen aan Apple Intelligence en beveiligingsupdates. |
| 15.4   | 24E248 | 31 maart 2025     | Nieuwe functies, opgeloste problemen en beveiligingsupdates                              |
| 15.5   | 24F74  | 12 mei 2025       | Opgeloste problemen en beveiligingsupdates                                               |
| 15.6   | 24G84  | 29 juli 2025      | Opgeloste problemen en beveiligingsupdates                                               |